# Кэркэбэт
Кэркэбэт (араб. كركبت‎; тигринья ከርከበት), также известен как Каркабат — город в Эритрее, находится в провинции Ансэба и является административным центром района Кэркэбэт.
Здесь обитают такие дикие животные, как зебра Греви, пятнистая гиена, страус и различные виды антилоп.